# Villers-sous-Foucarmont
Villers-sous-Foucarmont é uma comuna francesa na região administrativa da Normandia, no departamento de Sena Marítimo. Estende-se por uma área de 6,88 km². Em 2010 a comuna tinha 192 habitantes (densidade: 27,9 hab./km²).